# Trend (Band)
Trend ist eine Punkband aus Landau und Berlin. Die Gruppe wurde musikalisch häufig mit frühen NDW-Gruppen wie den Fehlfarben und vor allem der Gesangsstil mit Peter Hein verglichen, ist aber nach eigenem Bekunden eher vom Chicago-Noiserock der frühen 1990er und Bands wie The Jesus Lizard beeinflusst. Musikalisch verbindet sie aggressiven und dennoch poppig-melodischen, minimalistischen Punksound mit New-Wave-Versatzstücken, subtilen Hardcore- und Noiserock-Einflüssen und intelligenten deutschsprachigen Texten.

## Diskografie
- 2003: Das Produkt LP/CD, Plastic Bomb/Unter Schafen
- 2004: Gott hat keine Flugzeuge 7", Sounds Of Subterrania
- 2005: Navigator LP/CD, Sounds of Subterrania/Plastic Bomb
- 2005: Was dran liegt 7", X-Mist
- 2006: Patientenverfügung 7", X-Mist
- 2007: Prinz von Homburg 7", Parapop/X-Mist
- 2007: Single 7", Parapop
- 2008: Vier LP/CD, Sounds Of Subterrania/Same But Different